# Rosier Faassen

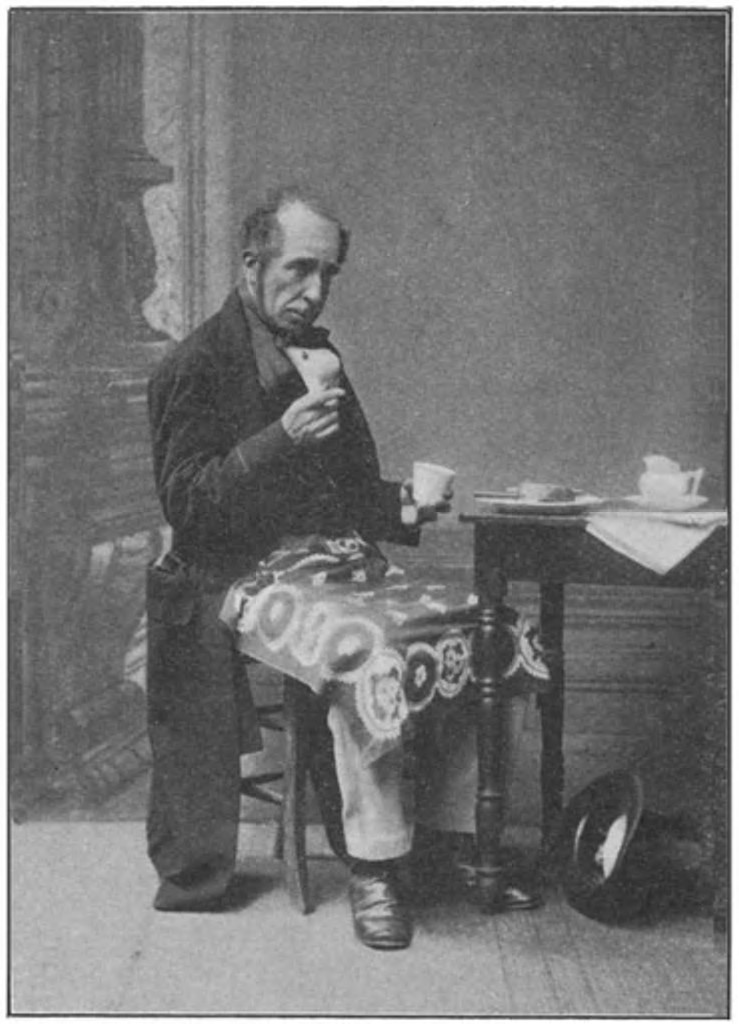
Rosier Faassen op het toneel ca. 1899

Pieter Jacobus (Rosier) Faassen ('s-Gravenhage, 9 september 1833 – Rotterdam, 2 februari 1907) was een Nederlandse toneelspeler en toneelschrijver.

## Opleiding
De vader van Faassen bezat in Den Haag een zaal waar feesten en partijen werden gegeven, maar was bovendien regisseur van de Franse Opera. Faassen leefde als kind dus al in de toneelwereld. Al snel richtte hij een toneelvereniging op en ging hij in de leer bij de decoratie- en stadsgezichtenschilder Bartholomeus Johannes van Hove, die in de Haagse Tekenacademie lessen gaf. De Franse opera was in die tijd zo achteruitgegaan dat de vader van Faassen zijn betrekking verloor; ook in de zaal Tivoli gingen de zaken slecht zodat hij besloot daar zelf een toneelgezelschap te vestigen en zijn zoon daarin opnam, die naast het acteren ook de meeste toneelstukken, uit het Frans, vertaalde. Toen ook deze zaak dreigde te mislukken kreeg de vader van Faassen een engagement als regisseur-administrateur aan de Vaudeville Français, waaraan de zoon als tweede komiek werd verbonden.

## Loopbaan
Rosier debuteerde in het stuk Misanthropie et Repentir in 1850; na de dood van zijn vader bleef hij nog enige tijd als administrateur aan het gezelschap verbonden, toen het gezelschap uiteen viel en hij terechtkwam bij de firma Schoeman & Van Lier, waar hij van alles speelde, in blijspelen, drama's, spektakelstukken en opera's. In 1860 kwam Faassen bij Valois in Den Haag, waar Victor Driessens regisseur en eerste acteur was, en waar hij zestien jaar bleef. In 1876 viel het gezelschap uiteen (mede door de oprichting van Het Nederlandsch Tooneel) en verbond Faassen zich bij Le Gras & Haspels, nam enige tijd deel aan de afdeling Rotterdam van het Nederlands Toneel en trad daarna in de vennootschap die, behalve uit hemzelf, nog bestond uit Catharina Beersmans, Le Gras en de heren Jaap en Dirk Haspels en die sinds 1885 in de Eerste Schouwburg in Rotterdam speelde. Toneelstukken waarin Faassen speelde waren onder meer De Kiesvereniging van Stelledijk, Vorstenschool, Serge Panine, John Gabriël Borkman, De Militaire Willemsorde, enz.

## Toneelschrijver
In 1866 schreef Faassen zijn eerste stuk, Het leven van Caesar, zes jaar later volgde De Werkstaking; latere stukken waren onder meer Anne-Mie, Manus de Snorder, Zwarte Griet en Hannes. Deze stukken speelden zich meestal af in een eenvoudig milieu, onder burger- of boerenmensen, waarvan Faassen de gewoonten en eigenaardigheden naar voren liet komen. Twee van zijn stukken werden door een Engelse schouwburg-ondernemer gekocht, vertaald en in Londen opgevoerd (Anne-mie en De ledige wieg). Op 31 augustus 1896 werd Faassen benoemd tot ridder in de Orde van Oranje-Nassau.

## Trivia
De grootvader van Rosier Faassen was getrouwd met Judith Rosier, een dochter van een Leidse lakenwerker. De vader van Pieter Jacobus Faassen stond als Rosier Faassen bekend en toen de zoon de vader opvolgde als administrateur van de Vaudeville Français te Amsterdam liet men de naam op de biljetten en programma's onveranderd. Faassen was de broer van Alexander Faassen senior en een oom van Marie Faassen. Hij schreef een autobiografie onder de titel Mijn leven.